# Oak Hammock Marsh
Oak Hammock Marsh är en sumpmark i Kanada.   Den ligger i provinsen Manitoba, i den sydöstra delen av landet, 1 700 km väster om huvudstaden Ottawa.
Trakten runt Oak Hammock Marsh består till största delen av jordbruksmark. Runt Oak Hammock Marsh är det glesbefolkat, med 14 invånare per kvadratkilometer.